# バルベルデ州
バルベルデ州 (バルベルデしゅう、スペイン語：Valverde / スペイン語発音: [balˈβerðe])は、ドミニカ共和国北西部の州。
2017年の人口は17万3011人。
州都はマオ。

## 歴史
1959年、サンティアゴ州の北部が分離して設置された。

## 隣接州
- 北：プエルト・プラタ州
- 東～南：サンティアゴ州
- 南西：サンティアゴ・ロドリゲス州
- 西：モンテ・クリスティ州

## 行政区画

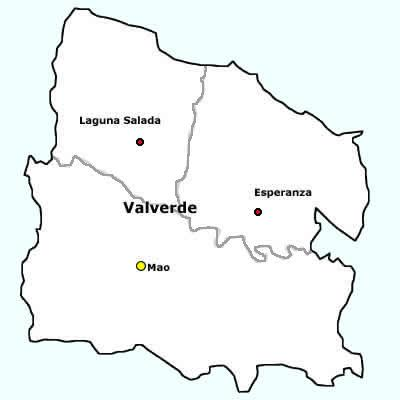
バルベルデ州の基礎自治体

- エスペランサ（英語版）
- マオ（英語版）：州都
- ラグナ・サラダ（英語版）